# Сант'Антонио (Виченца)
Сант'Антонио је насеље у Италији у округу Виченца, региону Венето.
Према процени из 2011. у насељу је живело 459 становника. Насеље се налази на надморској висини од 37 м.